# LGBT
LGBT er en forkortelse (af engelsk Lesbian, Gay, Bisexual og Transgender; dansk: lesbiske, bøsser, biseksuelle og transpersoner), der kan benyttes som samlet udtryk for grupperne.
Forkortelsen bruges generelt til at referere til alle personer som ikke er heteroseksuelle, men der findes også udvidede forkortelser, som i højere grad synliggør andre marginaliserede grupper, som f.eks. LGBT+, LGBTQ eller LGBTQIA+ (eng. Lesbian, Gay, Bisexual, Transgender Queer, Intersex, Asexual og plusset (+) for alle andre grupperinger; da. lesbiske, bøsser, biseksuelle, transpersoner, queer personer, interkønnede og aseksuelle).
I Danmark kendes akronymet LGBT anvendt fra 2006. I 2009 skiftede Landsforeningen for Bøsser og Lesbiske navn til LGBT Danmark for at markere, at den også omfattede biseksuelle og transpersoner. I 2019 skiftede den igen navn til LGBT+ Danmark, hvor plusset markerede anerkendelsen af alle andre seksuelle og romantiske orienteringer og kønsidentiteter, som ikke er heteroseksuelle, heteroromantiske og ciskønnede.
Undertiden kan man se forkortelsens bogstaver ombyttet, så de f.eks. står som GLBT eller TLGB. Sidstnævnte rækkefølge er blevet brugt til at sætte fokus på transkønnede personers problemer og behov, da dette er en af de mest udsatte af grupperne.

## Eksterne links
- Wikimedia Commons har flere filer relateret til LGBT
- LGBT+ Danmarks Ordbog Arkiveret 29. december 2014 hos  Wayback Machine

| LGBT | Spire Denne artikel om LGBT er en spire som bør udbygges. Du er velkommen til at hjælpe Wikipedia ved at udvide den. |